# Dominguito (Arecibo)
Dominguito es un barrio ubicado en el municipio de Arecibo en el estado libre asociado de Puerto Rico. En el Censo de 2010 tenía una población de 4895 habitantes y una densidad poblacional de 281,2 personas por km².

## Geografía
Dominguito se encuentra ubicado en las coordenadas 18°24′6″N 66°44′34″O / 18.40167, -66.74278. Según la Oficina del Censo de los Estados Unidos, Dominguito tiene una superficie total de 17.41 km², de la cual 17.39 km² corresponden a tierra firme y (0.12%) 0.02 km² es agua. Limita al norte con el barrio Hato Arriba (Arecibo), al sur con el barrio Esperanza (Arecibo), al oeste con el barrio Campo Alegre (Hatillo) y al este con el barrio Tanamá (Arecibo).

## Demografía
Según el censo de 2010, había 4895 personas residiendo en Dominguito. La densidad de población era de 281,2 hab./km². De los 4895 habitantes, Dominguito estaba compuesto por el 85.66% blancos, el 5.29% eran afroamericanos, el 0.22% eran amerindios, el 0.08% eran asiáticos, el 0.02% eran isleños del Pacífico, el 6.97% eran de otras razas y el 1.76% pertenecían a dos o más razas. Del total de la población el 99.18% eran hispanos o latinos de cualquier raza.